# Vuelo 888T de XL Airways Germany

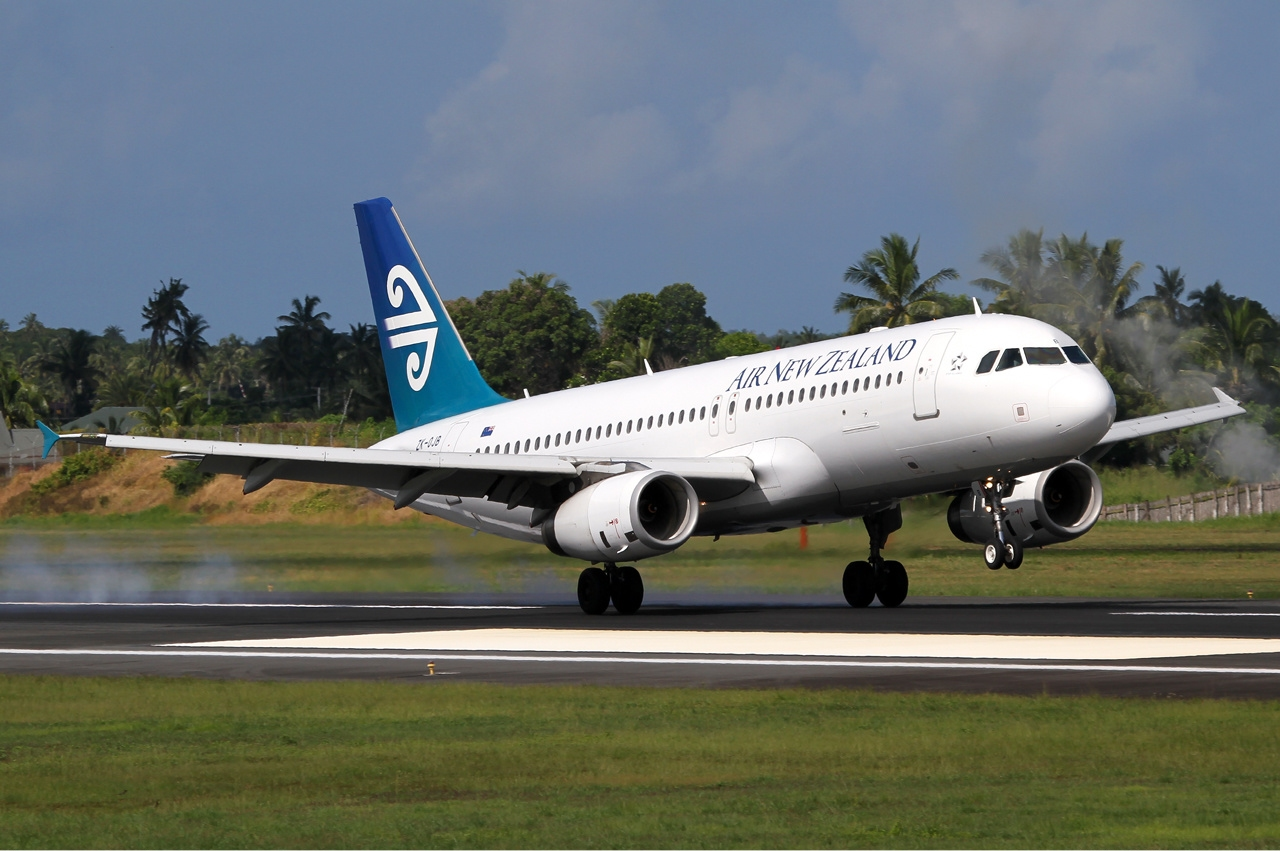
El mismo día del accidente el avión había sido repintado con el logo y pintura de Air New Zealand.

El Vuelo 888T de XL Airways Germany fue un vuelo de XL Airways Germany operado con un Airbus A320 que se estrelló en el mar Mediterráneo, a 7 km de Canet-en-Roussillon, en la costa francesa, cerca de la frontera española, en noviembre de 2008. El vuelo se originó en el Aeropuerto de Perpiñán-Rivesaltes, realizó un sobrevuelo de Gaillac y estaba volando de vuelta a Aeropuerto de Perpiñán-Rivesaltes, haciendo un enfoque sobre el mar. Este vuelo tuvo lugar inmediatamente después del mantenimiento ligero y repintado de la librea realizado en EAS Industrias en preparación para una transferencia del avión entre XL Airways Germany, que alquiló el avión, a Air New Zealand, el propietario.
Siete personas se encontraban a bordo, 2 alemanes (piloto y copiloto de XL Airways) y 5 neozelandeses (un piloto, 3 ingenieros aeronáuticos y un miembro de la Autoridad de Aviación Civil de Nueva Zelanda). Dos cuerpos fueron recuperados en cuestión de horas después del accidente, los otros fueron encontrados durante las semanas posteriores.
La extensión de la destrucción de los restos indica que el accidente se produjo a gran velocidad.
La zona del accidente fue declarada la escena del crimen y de la justicia francesa abrió una investigación de homicidio.
La aeronave había sido revisado por una empresa francesa local ubicada en el Aeropuerto de Perpiñán-Rivesaltes, antes de su regreso de arrendamiento.

## Investigación
El 30 de noviembre de 2008, los buzos recuperaron la segunda "caja negra" de los registradores de vuelo y un tercer cuerpo, no identificado en ese momento. Aunque la grabadora de voz de la cabina estaba dañado, los expertos dijeron que había una buena probabilidad de recuperar datos de él.
A finales de diciembre, los investigadores franceses intentaron recuperar datos de ambas cajas negras, pero los datos no se pueden leer. Datos utilizables de los registradores de vuelo más tarde fueron recuperados en las instalaciones del fabricante.
El interés de los investigadores se centró en los datos de la Unidad de Referencia Inercial de Aire  tras los recientes incidentes similares en un A330 de Qantas, que exhiben maniobras repentinas no controladas (Vuelo 72 de Qantas). La investigación fue dirigida por la BEA, con la participación de sus homólogos de la Oficina Federal Alemana de Accidentes de Aeronaves de Investigación (BFU), la Comisión de Investigación de Accidentes de Transporte de Nueva Zelanda (STIC), y la NTSB. Los especialistas de Airbus y de Motores Aéreos Internacionales (IAE), XL Airways Germany, el operador del avión y de Air New Zealand, el propietario de la aeronave, se asociaron con el trabajo de la investigación técnica.
Los análisis de los datos llevaron a una constatación provisional de que la tripulación perdió el control de la aeronave. Durante la realización de una prueba planificada de vuelo a baja velocidad a baja altitud, el avión estaba descendiendo desde 3.000 pies en pleno piloto automático para una recuperación de una pérdida aérodinamica. El tren de aterrizaje estaba extendido cuando en 15:44:30 la velocidad cayó de 136 a 99 nudos en 35 segundos. El aviso de pérdida sonó 4 veces durante las maniobras violentas para recuperar el control. A las 15:46:00 la advertencia se había callado a medida que la aeronave recuperó velocidad en un descenso rápido, pero 6 segundos después, a 263 nudos, el avión sólo tenía 340 pies de altura y la nariz tenía 14 grados de inclinación hacia abajo. Un segundo más tarde el avión estaba en el agua.
En septiembre de 2010, ela Bureau d'Enquêtes et d'Análisis pour la Sécurité de l'Aviation Civile publicó su informe final sobre el accidente. La causa principal fue procedimientos de mantenimiento incorrectos lo que permitió que el agua entrará el ángulo de los sensores de ataque (AOA). El agua entonces se congeló en vuelo, haciendo que los sensores se inutilizarán y eliminando así la protección que proporcionan desde el sistema de gestión de vuelo de la aeronave. Cuando la tripulación intentó una prueba improvisada del sistema de alerta AOA (que no estaba funcionando) perdieron el control del avión. La tripulación no estaba al tanto de que los sensores AOA estaban bloqueados, pero tampoco tuvo en cuenta los límites de velocidad apropiados para las pruebas que estaban realizando, lo que resulta en una pérdida. Se realizaron 5 recomendaciones de seguridad.

## Coincidencia de fechas
El accidente fue muy difundido en Nueva Zelanda, debido a una coincidencia en la fecha con otro accidente de Air New Zealand. Debido a los diferentes husos horarios, el accidente del vuelo 888T se produjo en la mañana del 28 de noviembre (Hora de Nueva Zelanda); 29 años después del día del accidente del vuelo 901 de Air New Zealand, que se estrelló en el Monte Erebus en la Antártida, matando a todos los 257 a bordo.

## Filmografía
Este accidente fue presentado en el programa de televisión canadiense Mayday: catástrofes aéreas, titulado "Prueba Mortal".
También fue presentado en el programa Mayday: Informe Especial, titulado "Avión vs Piloto", transmitidos en National Geographic Channel.